# Chiba
Chiba (veraltet auch: Tschiba; japanisch 千葉市 Chiba-shi, deutsch ‚(kreisfreie) Stadt Chiba‘, englisch Chiba City/City of Chiba) ist eine japanische Großstadt und Hauptstadt der gleichnamigen Präfektur Chiba in Japan östlich von Tokio. Der Name der Stadt und der Präfektur und des ehemaligen Landkreises bedeutet Tausend Blätter.
In Chiba gibt es einen Hafen und das Keiyo-Industriegebiet, welches östlich der Tokiobucht gelegen ist, mit drei Kraftwerken (ein Ölkraftwerk von 1950 mit 475 MW, zwei Gaskraftwerke von 1995 und 2000 mit zusammen 2800 MW), sowie bedeutender Stahl- und Erdölindustrie. Vor der um etwa 1945 einsetzenden Industrialisierung war Chiba vornehmlich als Herkunftsort von Sojasoße, Likör, süßem Sakewein und Bier bekannt. Chiba ist auch ein wichtiger Eisenbahnknotenpunkt. Außerdem befindet sich hier das Kongresszentrum Makuhari Messe in dem 150–160 Messen jährlich abgehalten werden.
Der Chiba-Tempel (Chiba-dera bzw. Sen’yō-ji) ist eine der Sehenswürdigkeiten der Stadt. Eine verkehrstechnische Besonderheit ist die Einschienenbahn Chiba Monorail.

## Geschichte
Eine Siedlung Chiba wurde am Platz der heutigen Stadt das erste Mal in der Heian-Zeit um ca. 1100 n. Chr. durch Taira Tsuneshige erwähnt, der damals den Grundstein für die Stadt legte und sich selbst Chiba no Suke nannte. Seine Nachkommen, die sich den Familiennamen Chiba zulegten, beherrschten die Region bis in die Muromachi-Zeit. In der Kamakura-Zeit erreichte die Familie aufgrund der Unterstützung von Minamoto Yoritomo bei der Errichtung des Kamakura Bakufu seine größte Bedeutung. Durch fortwährende Kriege gelangten seit dem 16. Jahrhundert in der Region jedoch nacheinander verschiedene andere Geschlechter an die Macht. In der Edo-Zeit galt die Region als Kerngebiet Tokugawa Ieyasus, Teile der Region wurden direkt vom Tokugawa Bakufu aus regiert, die anderen Gebiete durch nahestehende Herrscherhäuser.
Bei der Gründung der Präfektur Chiba 1873 wurde hier die Präfekturverwaltung von Chiba eingerichtet, bei der Gründung bzw. Reaktivierung des Kreises Chiba als moderne Verwaltungseinheit 1878 die Kreisverwaltung von Chiba. Als moderne Gemeinde wurde die (kreisangehörige/Klein-) Stadt Chiba (千葉町 Chiba-machi) unter Zusammenschluss mit umliegenden Dörfern 1889 gegründet. Diese wurde am 1. Januar 1921 zur kreisfreien Stadt Chiba, Chiba-shi, erhoben. Sie hatte damals 33.877 Einwohner. Am 1. April 1992 wurde Chiba beim Stand von 920.000 Einwohnern zur „Großstadt per Regierungsverordnung“ ernannt, ein Titel, der in Japan Städten verliehen wird, die mehr als 500.000 Einwohner sowie eine große wirtschaftliche und industrielle Bedeutung haben. Mitte 2017 gab es in Japan 20 solcher Städte.
Im Rahmen des Zweiten Weltkriegs wurde die Stadt zwischen Juni 1945 und Juli 1945 wiederholt durch die United States Army Air Forces (USAAF) bombardiert. Der folgenschwerste Angriff war ein Flächenbombardement mit Napalmbomben am 6. Juli 1945. Der Angriff zerstörte rund 44 % des Stadtgebietes und forderte 1530 Tote (siehe Luftangriffe auf Japan).

### Eingliederungen in das Stadtgebiet
Zwischen 1937 und 1969 wurden zahlreiche Gemeinden in die Stadt eingegliedert, so dass die Fläche des Stadtgebietes bis heute auf das 22fache der ursprünglichen anstieg. Nachfolgende Tabelle gibt einen Überblick über die eingegliederten Gemeinden.
| Eingemein- dungsdatum                   | eingegliederte Gemeinden | eingegliederte Gemeinden | Fläche nach der Eingemeindung (in km2) |
| Eingemein- dungsdatum                   | Rōmaji                   | Kanji                    | Fläche nach der Eingemeindung (in km2) |
| --------------------------------------- | ------------------------ | ------------------------ | -------------------------------------- |
| 1925 erstmals berechnete Fläche = 12,32 |                          |                          |                                        |
| 11.02.1937                              | Kemigawa-machi           | 検見川町                 | 66,88                                  |
| 11.02.1937                              | Soga-machi               | 蘇我町                   | 66,88                                  |
| 11.02.1937                              | Tsuga-mura               | 都賀村                   | 66,88                                  |
| 11.02.1937                              | Miyako-mura              | 都村                     | 66,88                                  |
| 11.02.1944                              | Chishiro-mura            | 千城村                   | 86,33                                  |
| 01.07.1954                              | Kotehashi-mura           | 犢橋村                   | 107,24                                 |
| 06.07.1954                              | Makuhari-machi           | 幕張町                   | 117,24                                 |
| 11.02.1955                              | Oihama-machi             | 生浜町                   | 158,81                                 |
| 11.02.1955                              | Shiina-mura              | 椎名村                   | 158,81                                 |
| 11.02.1955                              | Honda-mura               | 誉田村                   | 158,81                                 |
| 10.04.1963                              | Izumi-machi              | 泉町                     | 210,84                                 |
| 15.07.1969                              | Toke-machi               | 土気町                   | 249,68                                 |

Das Suffix ist der Typ der Gemeinde:
- kreisangehörige [Klein-]Stadt (machi, 町)
- Dorf (mura, 村)

Bis auf die letztgenannte Veränderung befanden sich alle eingegliederten Gemeinden im 1967 aufgelösten Landkreis Chiba (Chiba-gun, 千葉郡).

Die 1969 eingegliederte Kleinstadt Toke befand sich im Landkreis Sanbu (Sanbu-gun, 山武郡).

## Verkehr
- Straße:
  - Higashikantō-Autobahn nach Tōkyō oder Kashima
  - Tateyama-Autobahn
  - Nationalstraße 14
  - Nationalstraße 16 nach Kisarazu, Saitama, Hachiōji, Yokohama und Yokosuka
  - Nationalstraßen 51, 126, 357

- Zug:
  - Bahnhof Chiba
    - JR Chūō-Sōbu-Linie
    - JR Keiyō-Linie nach Tokio
    - JR Sotobō-Linie
    - JR Uchibō-Linie

Siehe auch: Chiba Monorail

## Stadtgliederung
Die Stadt gliedert sich seit 1992 in die 6 Stadtbezirke:
| Code mit Prüfziffer | Name          | Name     | Fläche (in km²) | Bevölkerung  | Bevölkerungs- dichte (Ew./km²) |        |
| Code mit Prüfziffer | Hepburn-lat.  | jap.     | 1. Januar 2023  | 1. März 2021 | 1. Oktober 2015                |        |
| ------------------- | ------------- | -------- | --------------- | ------------ | ------------------------------ | ------ |
| 12101-1             | Chūō-ku       | 中央区   | 44,71           | 212.406      | 205.070                        | 4587,7 |
| 12102-9             | Hanamigawa-ku | 花見川区 | 34,19           | 178.328      | 179.200                        | 5241,3 |
| 12103-7             | Inage-ku      | 稲毛区   | 21,22           | 161.438      | 160.968                        | 7585,7 |
| 12104-5             | Wakaba-ku     | 若葉区   | 84,19           | 149.534      | 151.078                        | 1794,1 |
| 12105-3             | Midori-ku     | 緑区     | 66,25           | 130.075      | 126.848                        | 1914,7 |
| 12106-1             | Mihama-ku     | 美浜区   | 21,20           | 149.957      | 148.718                        | 7015,0 |
| 12100-2             | Chiba-shi     | 千葉市   | 271,76          | 981.738      | 971.882                        | 3576,1 |

## Bevölkerungsentwicklung der Stadt
Nachfolgende Tabelle zeigt den Bevölkerungsstand am Tag der Volkszählung (1. Oktober)
| Jahr | Einwohner | Dichte (Einw. je km2) |
| ---- | --------- | --------------------- |
| 1920 | 33.179    | ?                     |
| 1925 | 41.806    | 3393                  |
| 1930 | 49.088    | 3983                  |
| 1935 | 57.446    | 3597                  |
| 1940 | 92.061    | 1348                  |
| 1945 | 96.606    | 1154                  |
| 1947 | 122.006   | 1458                  |
| 1950 | 133.844   | 1599                  |
| 1955 | 197.962   | 1261                  |
| 1960 | 241.615   | 1532                  |
| 1965 | 332.188   | 1568                  |

| Jahr | Einwohner | Dichte (Einw. je km2) |
| ---- | --------- | --------------------- |
| 1970 | 482.133   | 1944                  |
| 1975 | 659.356   | 2528                  |
| 1980 | 746.430   | 2766                  |
| 1985 | 788.930   | 2919                  |
| 1990 | 829.455   | 3045                  |
| 1995 | 856.878   | 3149                  |
| 2000 | 887.164   | 3261                  |
| 2005 | 924.319   | 3397                  |
| 2010 | 961.749   | 3535                  |
| 2015 | 971.882   | 3576                  |

## Politik
- KPJ: 7
- Fraktionslos (darunter Net Chiba): 2
- KDP/Unabh.: 11
- Ishin/Unabh. Vers.: 5
- Kōmeitō: 8
- LDP: 17

Seit 1992 ist Chiba eine „Großstadt per Regierungsverordnung“ (seirei shitei toshi), verfügt damit über ein höheres Maß an Autonomie als gewöhnliche kreisfreie Städte und ist in Stadtbezirke unterteilt.
Seit 2021 ist der ehemalige Nationalbeamte und Vizebürgermeister Shun‘ichi Kamiya Bürgermeister von Chiba. 2025 wurde er mit breiter nicht kommunistischer Parteienunterstützung (LDP, KDP, Ishin, Kōmeitō, DVP) und über 87 % der Stimmen gegen zwei Herausforderer für eine zweite Amtszeit wiedergewählt.
Der Stadtrat von Chiba (Chiba-shigikai) hat regulär 50 Mitglieder, die in den sechs Stadtbezirken durch nicht übertragbare Einzelstimmgebung gewählt werden. Bei der Wahl 2023 blieb die LDP mit 14 Mitgliedern stärkste Partei.
Für das 94-köpfige Präfekturparlament von Chiba (Chiba-kengikai) bilden die Bezirke der Stadt Chiba sechs Wahlkreise, die zusammen 14 Abgeordnete wählen.

Wahlkreise zum Abgeordnetenhaus und Gemeinden in der Präfektur Chiba mit der Stadt Chiba in lila; Wahlkreisgrenzen, die nicht Gemeindegrenzen folgen, in rot

Bei Wahlen zum Abgeordnetenhaus, dem Unterhaus des Nationalparlaments, erstreckt sich die Stadt Chiba in die Wahlkreise 1, 2, 3 und 9 der Präfektur Chiba. Den Wahlkreis Chiba 1, der als einziger ganz in der Stadt Chiba liegt, verteidigte bei der Wahl 2024 der Konstitutionelle Demokrat Kaname Tajima; die anderen drei Wahlkreise, die auch umliegende Städte umfassen, halten zwei Liberaldemokraten und ein Konstitutioneller Demokrat.

## Sport
- Fußball: Chiba ist die Heimat des Fußballvereins JEF United Ichihara Chiba aus der J. League Division 2, dessen Spiele in der Fukuda Denshi Arena ausgetragen werden.
- Baseball: Chiba ist die Heimat des Baseballvereins Chiba Lotte Marines aus der Pacific League, dessen Spiele im Chiba Marine Stadion ausgetragen werden.

Chiba ist der Austragungsort des weltweit bedeutendsten Ekiden-Wettbewerbs, der jährlich im November am „Tag der Arbeit“ ausgetragen wird.

## Söhne und Töchter der Stadt
- Higashiyama Chieko (1890–1980), Schauspielerin
- Toshiyuki Miyama (1921–2016), Jazzmusiker
- Suzuki Michio (1926–1998), Mathematiker
- Hiroshi Nakajima (1928–2013), Mediziner und von 1988 bis 1998 Generaldirektor der Weltgesundheitsorganisation (WHO)
- Osamu Takahashi (1929–2015), Schriftsteller
- Hyōzō Kashiwabara (1933–1972), Germanist und Autor
- Keiichi Tsuruoka (* 1940), Politiker und von 2001 bis 2009 Bürgermeister der Stadt Chiba
- Tomoaki Ishizuka (* 1965), Gitarrist
- Hiromi Suzuki (* 1968), Langstreckenläuferin
- Tetsuya Harada (* 1970), Motorradrennfahrer
- Masayoshi Kan (* 1972), Sprinter
- Ryūtarō Arimura (* 1973), Sänger und Model
- Shūhei Yomoda (* 1973), Fußballspieler und -trainer
- Kyōko Nagatsuka (* 1974), Tennisspielerin
- Kentaro Tsuruoka (* 1974), Snowboarder
- Satoshi Yagisawa (* 1977), Schriftsteller
- Naotake Hanyū (* 1979), Fußballspieler
- Fumie Suguri (* 1980), Eiskunstläuferin
- Masaki Aiba (* 1982), Sänger und Schauspieler
- Tetsuya Kijima (* 1983), Fußballspieler
- Satoru Yamagishi (* 1983), Fußballspieler
- Yūta Imazeki (* 1987), Hürdenläufer
- Satomi Itō (* 1988), Mode- und Kostümdesignerin
- Shōhei Shinzato (* 1988), Fußballspieler
- Shunsuke Ueda (* 1988), Fußballspieler
- Kōki Yonekura (* 1988), Fußballspieler
- Naoto Kamifukumoto (* 1989), Fußballspieler
- Kōken Katō (* 1989), Fußballspieler
- Kazuya Sunamori (* 1990), Fußballspieler
- Yūma Takahashi (* 1990), Fußballspieler
- Shūsaku Tokita (* 1990), Fußballspieler
- Takaaki Nakagami (* 1992), Motorradrennfahrer
- Tsubasa Nihei (* 1994), Fußballspieler
- Eiji Shirai (* 1995), Fußballspieler
- Tatsuki Suzuki (*  1997), Motorradrennfahrer.
- Solomon Sakuragawa (* 2001), Fußballspieler
- Takashi Uchino (* 2001), Fußballspieler
- Rinka Watanabe (* 2002), Eiskunstläuferin
- Taichi Sakuma (* 2003), Fußballspieler
- Akari Midorikawa (* 2005), Squashspielerin

## Städtepartnerschaften
Schwesterstädte:
- Asunción, Paraguay, seit 1970
- North Vancouver, Kanada, seit 1970
- Houston, Vereinigte Staaten, seit 1972
- Quezon City, Philippinen, seit 1972
- Montreux, Schweiz, seit 1996

Städtefreundschaft:
- Tianjin, Volksrepublik China, seit 1986
- Wujiang, Volksrepublik China, seit 1996

## Bildung
- Universität Chiba

## Trivia
In William Gibsons Roman Neuromancer ist Chiba City der Ausgangspunkt der Geschichte. Die Stadt wurde auch später in einigen Kurzgeschichten Gibsons erwähnt oder sie spielten in Chiba City.

## Angrenzende Städte und Gemeinden
- Ichihara
- Narashino
- Sakura
- Mobara
- Yachiyo
- Tōgane